# Atlatlahucan
Atlatlahucan är en kommunhuvudort i Mexiko.   Den ligger i kommunen Atlatlahucan och delstaten Morelos, i den sydöstra delen av landet, 60 km söder om huvudstaden Mexico City. Atlatlahucan ligger 1 636 meter över havet och antalet invånare är 7 554.
Terrängen runt Atlatlahucan är lite bergig. Runt Atlatlahucan är det tätbefolkat, med 613 invånare per kvadratkilometer. Närmaste större samhälle är Cuautla Morelos, 14,3 km söder om Atlatlahucan. Omgivningarna runt Atlatlahucan är en mosaik av jordbruksmark och naturlig växtlighet.